# أوخوس-ألبوس
بلدية أوخوس-ألبوس (بالإسبانية: Ojos-Albos) هي بلدية تقع في مقاطعة آبلة التابعة لمنطقة قشتالة وليون وسط إسبانيا.

## الديموغرافيا
بلغ عدد سكان بلدية أوخوس-ألبوس 63 نسمة عام 2011 (وفقاً للمعهد الوطني للإحصاء الإسباني).
| 53 | 60 | 60 | 60 | 77 | 65 | 63 |